# U-195
U-195/I-506 je bila sprva nemška, potem pa japonska vojaška podmornica Kriegsmarine, ki je bila dejavna med drugo svetovno vojno.

## Zgodovina
Po splovitvi 8. aprila 1942 je bila podmornica v sestavi 4. podmorniške flotilje kot šolska podmornica stacionirana v Stettinu (danes Szczecin, Poljska). Med aprilom in septembrom 1943 je bila podmornica del 12. podmorniške flotilje katera je delovala iz pristanišča Bordeaux. Med oktobrom 1943 in aprilom 1944 je bila U-195 na predelavi v transportno podmornico. Po končani predelavi je bila od maja 1944 do septembra 1944 oskrbovalna podmornica 12. podmorniške flotilje.
V sestavi Kriegsmarine je U-195 opravila 3 bojne plovbe na katerih je potopila 2 ladji.
Na svojo drugo bojno plovbo je izplula 20. avgusta 1944 iz Bordeauxa v Franciji in prispela v Batavijo (danes Džakarta) 28. decembra 1944. 6. maja 1945 je U-195 v Surabaji na Javi prevzela japonska cesarska mornarica in jo pod imenom I-506 uporabljala do konca vojne. Nemška posadka je bila internirana.
Podmornica je bila uničena februarja 1946 v sklopu operacije Scuppered (potopitev nemških podmornic v Aziji).

## Poveljniki
| Poveljniki |                 |                      |                                      |
| Št.        | Čin             | Ime                  | Poveljstvo                           |
| 1.         | Kapitan korvete | Heinz Buchholz       | 5. september 1942 - 17. oktober 1943 |
| 2.         | Nadporočnik     | Friedrich Steinfeldt | 16. april 1944 - 8. maj 1945         |

## Tehnični podatki
| Kategorije                                    | Podatki                       |
| --------------------------------------------- | ----------------------------- |
| Teža (t): na površju pod površjem polna Teža  | 1.616 1.804 2.150             |
| Dolžina (m) - tlačni trup (m)                 | 87,6 - 68,5                   |
| Širina (m) - tlačni trup (m)                  | 7,5 - 4,4                     |
| Izpodriv (m)                                  | 5,4                           |
| Višina (m)                                    | 10,2                          |
| Moč (hp): na površju pod podvršjem            | 4.400 1.000                   |
| Hitrost (vozlov): na površju pod podvršjem    | 19,2 6,9                      |
| Doseg (milja/vozel): na površju pod podvršjem | 23.700/12 57/4                |
| Torpeda/Torpedne cevi                         | 24/4 (4 na premcu, 2 na krmi) |
| Krovni top (mm)                               | 105 (150 granat)              |
| Mine                                          | 48 TMA                        |
| Posadka                                       | 55-63                         |
| Maksimalni potop (m)                          | 230                           |

## Potopljene ladje
| Datum          | Ime                                    | Država | Tonaža    | Usoda                |
| -------------- | -------------------------------------- | ------ | --------- | -------------------- |
| 11. april 1943 | James W. Denver (tovorna ladja)        | ZDA    | 7.200 BRT | potopljena (torpedo) |
| 7. maj 1943    | Samuel Jordan Kirkwood (tovorna ladja) | ZDA    | 7.191 BRT | potopljena (torpedo) |